# Stellaria crispa
Stellaria crispa är en nejlikväxtart som beskrevs av Adelbert von Chamisso och Schltdl. Stellaria crispa ingår i släktet stjärnblommor, och familjen nejlikväxter. Inga underarter finns listade i Catalogue of Life.